# Aedes lauriei
Aedes lauriei är en tvåvingeart som först beskrevs av Carter 1920.  Aedes lauriei ingår i släktet Aedes och familjen stickmyggor. Inga underarter finns listade i Catalogue of Life.